# Domschatzmuseum Aosta
Das Domschatzmuseum Aosta (italienisch Museo del Tesoro della Cattedrale, französisch Musée du Trésor de la Cathédrale) ist das Kirchen- und Bistumsmuseum der Kathedrale von Aosta. Es zählt zu den reichsten Schatzmuseen der Westalpen.
Das Museum befindet sich im Umgang der Kathedrale Mariä Aufnahme in den Himmel, die im Stadtzentrum von Aosta an der Piazza Papa Giovanni XXIII steht.
Die im Museum ausgestellten Gegenstände stammen teilweise aus dem historischen Domschatz der Kathedrale und zum Teil aus einigen anderen Kirchen des Bistums Aosta. Es handelt sich um meisterhafte Objekte aus verschiedenen Epochen der christlichen Kunstgeschichte, die eine signifikante Auswahl der valdostanischen Kunst vom 13. bis 18. Jahrhundert darstellen. Einer der Schwerpunkte der Dauerausstellung bilden Holzschnitzarbeiten aus der Gotik.
Neben der kunsthistorischen Entwicklung wird im Museum auch auf die Religionsgeschichte im Aostatal eingegangen.

## Auswahl besonderer Sammlungsobjekte

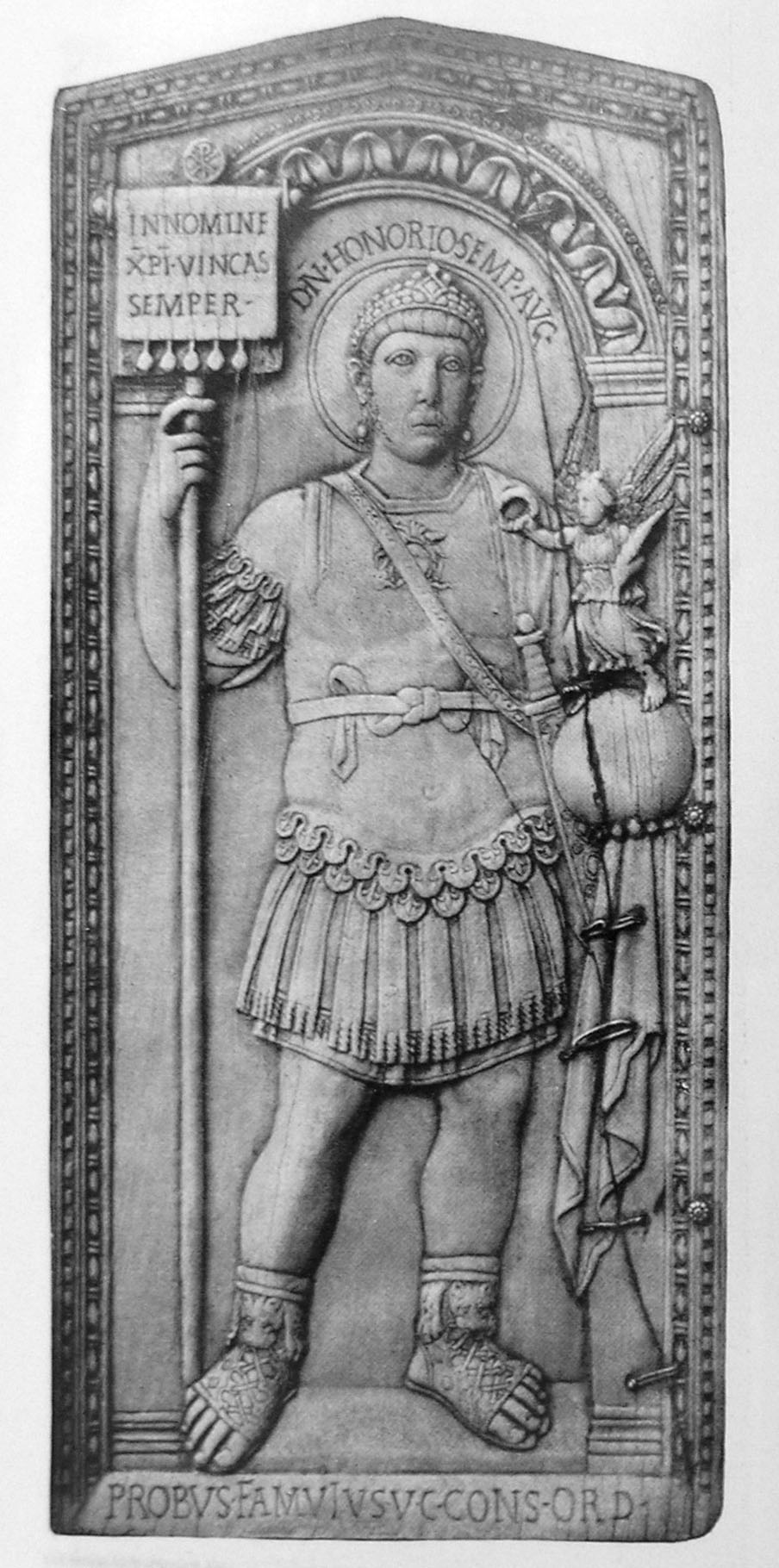
Eine Tafel des Elfenbeindiptychons des Anicius Probus

- Spätantikes Elfenbeindiptychon des Konsuls Anicius Probus von 406 mit Darstellung des Kaisers Honorius
- Spätantike Kamee mit mittelalterlicher Fassung
- Grabdenkmal des Bischofs Oger Moriset
- Grabdenkmal von François de Challant
- Grabdenkmal von Thomas II. von Savoyen-Piemont
- Gotische Sakralgegenstände
- Schrein des Heiligen Gratus von Aosta
- Schrein des Heiligen Jocundus von Aosta
- Bergkristallkreuz
- Reliquienbüste von Johannes dem Täufer
- Missale des Bischofs Oger Moriset
- Gotische Schnitzfiguren